# Карловская мебельная фабрика
Карловская мебельная фабрика — промышленное предприятие в городе Карловка Карловского района Полтавской области Украины.

## История
Предприятие возникло в ходе индустриализации СССР. В 1938 году в райцентре Карловка была основана артель «Зоря комунізму», начавшая производство мебели.
В ходе Великой Отечественной войны 1 сентября 1941 года Карловка была оккупирована наступавшими немецкими войсками, 20 сентября 1943 года освобождена в ходе наступления советских войск Степного фронта. В соответствии с тактикой "выжженной земли", перед отступлением немцы взорвали здания промышленных предприятий и ряд других объектов (всего они успели сжечь и взорвать 67 зданий посёлка).
После восстановления разрушенной железнодорожной станции в Карловку начала прибывать помощь из восточных областей страны. В дальнейшем, в соответствии с четвёртым пятилетним планом восстановления и развития народного хозяйства СССР предприятие было восстановлено и возобновило работу. В первые послевоенные годы предприятие действовало под наименованием комбинат строительных деталей, и его основной продукцией были лесоматериалы.
В соответствии с восьмым пятилетним планом развития народного хозяйства СССР (1966 - 1970) была начата реконструкция мебельной фабрики. 
В целом, в советское время мебельная фабрика входила в число крупнейших предприятий города.
После провозглашения независимости Украины, в 1994 году государственное предприятие было преобразовано в открытое акционерное общество.
В 1997 году фабрика стала жертвой мошенников - организованная преступная группа в составе трёх уроженцев Полтавской области, узнав о проблемах со сбытом готовой продукции на предприятиях мебельной промышленности, зарегистрировала в Харькове фиктивную фирму «Інтеркім», после чего они установили контакты с несколькими мебельными фабриками с целью обманным путём получить мебель для её продажи с последующим присвоением денежных средств. Преступники заключили контракты на продажу мебели с Карловской мебельной фабрикой в Полтавской области, Красноградской мебельной фабрикой в Харьковской области и предприятием «Зоря» в городе Светловодск Кировоградской области. Позднее участники преступной группы были установлены и арестованы, однако предприятия понесли убытки.
1 июня 2000 года предприятие было реорганизовано - в составе Карловской мебельной фабрики (код ЕГРПОУ 00275004) было создано дочернее предприятие «Кристина» (код ЕГРПОУ 30131134), занимавшееся продажей мебели и изготовлением лесоматериалов на оборудовании машинно-заготовительного цеха мебельной фабрики. В дальнейшем, открытое акционерное общество было преобразовано в публичное акционерное общество. Начавшийся в 2008 году экономический кризис осложнил положение предприятия, и в 2011 году фабрика прекратила производственную деятельность (в 2012 году об этом было упомянуто на шестнадцатой сессии шестого созыва Карловского районного совета).
7 марта 2017 года хозяйственный суд Полтавской области возбудил дело № 917/167/17 о банкротстве Карловской мебельной фабрики. В сентябре 2018 года управление Пенсионного фонда сумело взыскать с прекратившего функционирование предприятия 30 тыс. гривен.

## Деятельность
Карловская мебельная фабрика включала в себя машинно-заготовительный цех (который выполнял обработку древесины и изготавливал заготовки и полуфабрикаты) и отделочный цех (который производил мебель).
В 2000-е годы фабрика специализировалась на изготовлении кухонной мебели, наборов для жилых комнат и гостиных, а также кроватей.